# Лунгачи (посёлок при железнодорожной станции)
Лунгачи́ — посёлок при железнодорожной станции в Селивановском сельском поселении Волховского района Ленинградской области.

## История

Станция Лунгачи на карте 1940 года

По данным 1966 и 1973 годов посёлок при станции Лунгачи входил в состав Низинского сельсовета.
По данным 1990 года посёлок при станции Лунгачи входил в состав Селивановского сельсовета.
В 1997 году в посёлке при станции Лунгачи Селивановской волости проживали 23 человека, в 2002 году — 26 человек (все русские).
В 2007 году в посёлке при станции Лунгачи Селивановского СП — также 26 человек.

## География
Посёлок находится в северо-восточной части района у железнодорожной станции Лунгачи на линии Волховстрой I — Лодейное Поле.
Расстояние до административного центра поселения — 12 км.

## Демография
| 1997 | 2007 | 2010 | 2017 |
| ---- | ---- | ---- | ---- |
| 23   | ↗26  | ↘18  | ↘17  |

### Национальный состав
Согласно данным Всероссийской переписи населения 2021 года в деревне проживали 17 человек, из них:
 русские — 12, белорусы — 1, другие национальности — 4 человека.